# Ошейниковый горный дубонос
Ошейниковый горный дубонос (лат. Mycerobas affinis) — вид воробьиных птиц из семейства вьюрковых (Fringillidae). Распространена в северной части Индостана, в основном в районе Гималаев на территории Бутана, Индии, Мьянмы, Непала, а также в Таиланде. Обитает в горных, в том числе лиственных и смешанных, лесах.

## Описание
Возможно, ошейниковые горные дубоносы являются крупнейшими представителями вьюрковых, однако несколько других видов конкурируют с ними в «борьбе» за это звание. Длина составляет 22-24 см. Масса двух взвешенных самцов составила 69 и 72 г, в то время как одной самки — 83 г.
Голова чёрная, ошейник или воротник земляного коричневого цвета, остальная часть тела самца насыщенно жёлтая. Самки оливково-зеленые с желтоватым низом, у них отсутствует чёрный окрас на голове. Молодые птицы выглядят схоже с взрослыми самками.

## Экология
Представители вида проводят лета и размножаются на высоте от 2700 до 4200 м. Зимой они мигрируют ниже, на высоту в 1800 и даже в 1060 м. Об их поведении во время размножения ничего не известно. Питаются птицы растительной пищей, в чём им помогает крепкий клюв, а также насекомыми, гусеницами и улитками.